# Leen van Steensel
Leendert van Steensel, conosciuto anche come Leen van Steensel (Rotterdam, 20 aprile 1984), è un ex calciatore olandese, difensore.

## Carriera
Il 5 giugno 2007 viene acquistato dall'Excelsior.
Il 2 aprile 2011 è stato vittima di un brutto fallo da parte di Christian Grindheim, che ricevette una squalifica di quattro giornate.